# Hordes of Chaos
Hordes of Chaos é o décimo segundo álbum de estúdio lançado pela banda germânica de thrash metal Kreator, lançado em 13 de janeiro de 2009.

## Faixas
| N.º | Título                                         | Duração |  |
| 1.  | "Hordes Of Chaos (A Necrologue For The Elite)" | 5:04    |  |
| 2.  | "Warcurse"                                     | 4:10    |  |
| 3.  | "Escalation"                                   | 3:24    |  |
| 4.  | "Amok Run"                                     | 4:12    |  |
| 5.  | "Destroy What Destroys You"                    | 3:13    |  |
| 6.  | "Radical Resistance"                           | 4:43    |  |
| 7.  | "Absolute Misanthropy"                         | 3:37    |  |
| 8.  | "To The Afterborn"                             | 4:53    |  |
| 9.  | "Corpses Of Liberty"                           | 0:55    |  |
| 10. | "Demon Prince"                                 | 5:16    |  |

Todas as canções foram escritas por Mille Petrozza.

## Créditos
- Mille Petrozza — guitarra, vocal
- Jürgen Reil — bateria
- Christian Giesler — baixo elétrico
- Sami Yli-Sirniö — guitarra
- Moses Schneider - Produtor
- Colin Richardson - Mixador
- Joachim Luetke - Capa

## Paradas musicais
| Parada                                        | Posição de pico |
| --------------------------------------------- | --------------- |
| Áustria (Ö3 Austria Top 40)                   | 33              |
| Países Baixos (Dutch Charts)                  | 66              |
| Finlândia (Suomen virallinen lista)           | 16              |
| França (SNEP)                                 | 85              |
| Alemanha (Offizielle Deutsche Charts)         | 16              |
| Hungria (MAHASZ)                              | 26              |
| Japão (Oricon)                                | 163             |
| Suécia (Sverigetopplistan)                    | 47              |
| Suíça (Schweizer Hitparade)                   | 57              |
| Estados Unidos (Billboard 200)                | 165             |
| Estados Unidos (Billboard Independent Albums) | 19              |
| Estados Unidos (Billboard Top Heatseekers)    | 7               |
| Estados Unidos (Top Tastemaker Albums)        | 9               |